# Gutian, Shanghang
Gutian är en köping i sydöstra Kina. Den ligger i Shanghang härad i staden Longyan i provinsen Fujian,  omkring 270 kilometer väster om provinshuvudstaden Fuzhou. Antalet invånare är 16 991. Befolkningen består av 8 012 kvinnor och 8 979 män. Barn under 15 år utgör 14,0 %, vuxna 15-64 år 74 %, och äldre över 65 år 11,0 %.